# عظيميات المثانة
عُظَيْمِيَّات المثانة هي ثاني كبريات فوق رتبة من الأسماك. تحتوي هذه المجموعة المتنوعة على ما يُقارب 8,000 نوع، وهذا ما يُعادل نحو 28% من أنواع الأسماك المعروفة في العالم و68% من أسماك الماء العذب، وهي موجودة في جميع القارات عدا أنتاركتيكا. وهم يَملكون عدداً من المُميزات الشائعة مثل «المادة التحذيرية» والجهاز الويبري (والمُسمى نسبة إلى أول عالم وصفه بشكل تفصيلي «إرنست ويبر»).

## التصنيف
حالياً، تُقسم هذه الفوق رتبة إلى مجموعتين: الأنوتوفيزيات والأوتوفيزيات. بالرغم من هذا، في الأدب الأقدم، كانت عظيميات المثانة محصورة بالأسماك التي أصبحت تصنف حالياً ضمن الأوتوفيزيات. قسَّمَ كل من روسن وغرينوود عظيميات المثانة في عام 1970 لفصل الأسماك التقليدية منها عن رتبة الرمليات المنقارية التي أضيفت آنذاك للمجموعة.
تصنف هذه الفوق رتبة حالياً كالآتي:
- مجموعة الأنوتوفيزيات:
  - الرمليات المنقارية، حوالي 37 نوع.
- مجموعة الأوتوفيزيات:
  - المنويات، حوالي 3,268 نوع (تتضمن الأسماك المنوية، أكبر فصائل أسماك المياه العذبة).
  - المزقزقات، 1,674 نوعاً على الأقل.
  - السلوريات، حوالي 1,727 نوع.
  - السكينيات، 173 نوعاً على الأقل (تصنف أحياناً ضمن السلوريات).

بدأت تظهر التساؤلات حول أحادية عرق عظيميات المثانة عن طريق الدليل الجزيئي. فالرمليات المنقارية هي أقرب إلى الصابوغيات من عظيميات المثانة. ومن المحتمل أنهما (الرمليات والصابوغيات) يُشكلان معاً مجموعة أحادية العرق. كما أن هناك دليلاً على علاقة مجموعة أخت بين عظيميات المثانة والصابوغيات (صنف «الأوستاريصابوغيات»، والذي يُعرف أيضاً بـ«الأوتوصابوغيات»، وقد أنشأ لوصف هذه المجموعة أحادية العرق المحتملة).

## المُميزات والخصائص
معظم الأنواع تملك كيساً هوائياً (باستثناء الرمليات المنقارية)، وهو كيس مليء بالأوعية الدموية يُتيح لها التنفس من الهواء مباشرة. يَنقسم الكيس الهوائي عادة إلى حجرتين، حجرة أمامية أصغر مغطاة جزئياً أو كلياً بغشاء فضي صفاقي، وحجرة خلفية أكبر ربما تكون ناقصة أو مفقودة في بعض المجموعات. كما توجد بروز قرنية صغيرة وغير خلوية تعرف بـ«اللاخلية» موجودة على أجزاء مختلفة من أجساد الأسماك بشكل شائع في هذه المجموعة، وهي ليست معروفة إلا عند عظيميات المثانة.
تملك العديد من عظيميات المثانة ميزة المادة التحذيرية والتي هي جزء من ردة فعل الرعب. وهذه الظاهرة تُنتج في خلايا البشرة، وهي متشابهة أو متماثلة في جميع عظيميات المثانة. عندما تجرح السمكة، تتفعل هذه الظاهرة، حيث أن أي سمكة أخرى من نفس النوع أو نوع مشابه يُمكنها أن تشم الرائحة التي تبعثها هذه الظاهرة، مما يُسبب تفاعل الرعب. بالرغم من هذا، بعض الأسماك تملك المادة التحذيرية دون تفاعل الرعب أو تفتقر إلى كليهما.

يَظهر السهم الذي يُشير إلى الجهاز الويبري عند التقاء الرأس والجسد العلوي، حيث أنه متصل بفقرات الظهر.

### الجهاز الويبري
إحدى المُميزات الرئيسية في عظيميات المثانة هي الجهاز الويبري. باستثناء هذا الجهاز، لا توجد ميزة أخرى يُمكنها أن تفسر نجاح وازدهار هذه المجموعة. إنه مكون من مجموعة من العظام تسمى «العظيمات الويبرية»، وهي عبارة عن سلسلة من العظام الصغيرة تتصل بالجهاز السمعي وحتى الكيس الهوائي للسمكة. تتصل العظيمات بجدار الكيس الهوائي بتجويف السائل اللمفاوي الذي يُشبه شكله حرف الـ"Y"، والذي يُتاخم القناة المستعرضة المملوءة باللمفاوي المُرتبطة بالأذنين اليُمنة واليسرى.
في الأنوتوفيزيات، الفقرات الثلاث الأولى من العمود متخصصة ومرتبطة معاً بضلع رأسي واحد أو أكثر (جهاز ويبري بدائي). أما في الأوتوفيزيات، يُوجد تكيف واضح لأول أربع أو خمس فقرات خلفية، إضافة إلى العظيمات الويبرية.
يَتألف إجمالي الجهاز الويبري من الكيس الهوائي والعُظيمات الويبرية وجزء من العمود الفقري الخلفي إضافة إلى بعض العضلات والروابط. وقد سُمي نسبة إلى المُشرح والفيسيولوجي الألماني إرنست ويبر، والذي كان أول من وصف العُظيمات الويبرية بشكل مفصل.

## مقالات ذات صلة
- سمك الأبراميس